# Federação Mongol de Hóquei no Gelo
A Federação Mongol de Hóquei no Gelo é o órgão que dirige e controla o hóquei no gelo da Mongólia, comandando as competições nacionais e a seleção nacional.